# اليوم الدولي لتعددية الأطراف والدبلوماسية من أجل السلام
اليوم الدولي لتعددية الأطراف والدبلوماسية من أجل السلام (بالإنجليزية: International Day of Multilateralism and Diplomacy for Peace)‏ هو حدث للأمم المتحدة، يُقام في 24 أبريل من كل عام، أقرته الجمعية العامة للأمم المتحدة سنة 2018، بهدف تعزيز ودعم الركائز الأساسية الثلاث للأمم المتحدة، وهي التنمية المستدامة والسلام والأمن وحقوق الإنسان، وكذلك من أجل الدفاع والحفاظ على قيم التعددية والتعاون الدولي.

## وصلات خارجية
- الموقع الرسمي.